# KAA Gent
Koninklijke Atletiek Associatie Gent (w skrócie KAA Gent) – belgijski klub piłkarski z siedzibą w Gandawie, założony w 1864 r., jako klub gimnastyczny (od 31 października 1900 również piłkarski), mistrz Belgii, zdobywca Pucharu i Superpucharu Belgii oraz finalista Pucharu Intertoto.

## Sukcesy
- mistrz Belgii: 2015
- wicemistrz Belgii: 1955, 2010, 2020
- mistrz II ligi belgijskiej: 1913, 1936, 1968, 1980
- zdobywca Pucharu Belgii: 1964, 1984, 2010, 2022
- finalista Pucharu Belgii: 2008, 2019
- zwycięzca Superpucharu Belgii: 2015
- finalista Superpucharu Belgii: 1984, 2010, 2022
- finalista Pucharu Intertoto: 2006, 2007

## Historia
Klub założono w 1864 r. pod nazwą Société Gymnastique la Gantoise, jako klub gimnastyczny. W 1891 r. zmieniono jego nazwę na Association Athlétique La Gantoise, a w 1914 r. na Association Royale Athlétique La Gantoise. Od 1971 r. obowiązuje obecna nazwa – Koninklijke Atletiek Associatie Gent (KAA Gent).

## Dotychczasowi trenerzy
| - Priem (1901–09) - Van Steenkiste (1909–10) - Horta (1910–12) - Bunyan (1912–22) - De Rijke (1922–31) - Staf Pelsmaecker (1931–41) - Hugi Fenichel (1941–42) - Willy Steyskal (1942–43) - Fons Ferchyer (1943–45) - Edmond Delfour (1945–51) - Karl Mütsch (1951–52) - Jules Vandooren (1952–56) - Edmond Delfour (1956–59) - Jacques Favre (1959–60) - Louis Verstraeten (1960–64) - Max Schirschin (1964–65) - Jules Labot (1965–66) - Jules Bigot (1966–67) - Jules Vandooren (1967–71) - István Sztani (1971–73) - Omer Van Boxelaer (1973–74) - Richard Orlans (1974–76) - Freddy Qvick (1976) - Roland Storme (1976–77) - Norbert Höfling (1977–78) - Léon Nollet (1978–80) | - Han Grijzenhout (1980–81) - Robert Goethals (1981–83) - Erwin Vanden Daele (1983–84) - Han Grijzenhout (1984–87) - Gérard Bergholtz (1987–88) - Erwin Vandendaele (1988–89) - René Vandereycken (1989–93) - Walter Meeuws (1993–94) - Leo Clijsters (1994–97) - Johan Boskamp (1997–99) - Trond Sollied (1999-00) - Henk Houwaart (2000) - Patrick Rémy (2000–01) - Herman Vermeulen (2001–02) - Jan Olde Riekerink (2002–03) - Herman Vermeulen (2003–04) - Georges Leekens (2004–07) - Trond Sollied (2007–08) - Michel Preud’homme (2008–10) - Francky Dury (2010–11) - Trond Sollied (2011–13) - Víctor Fernández (2013) - Mircea Rednic (2013-14) - Peter Balette (2014) - Hein Vanhaezebrouck (2014–2017) - Yves Vanderhaeghe (2017–2018) |

## Kadra zawodnicza
Stan na 28 sierpnia 2023
| Nr | Poz. | Piłkarz                  |
| -- | ---- | ------------------------ |
| 1  | BR   | Paul Nardi               |
| 3  | OB   | Archie Brown             |
| 4  | OB   | Tsuyoshi Watanabe        |
| 5  | OB   | Ismaël Kandouss          |
| 6  | PO   | Omri Gandelman           |
| 7  | PO   | Hong Hyun-seok           |
| 8  | PO   | Pieter Gerkens (kapitan) |
| 10 | NA   | Tarik Tissoudali         |
| 11 | NA   | Hugo Cuypers             |
| 12 | PO   | Noah De Ridder           |
| 13 | PO   | Julien de Sart           |
| 14 | OB   | Alessio Castro-Montes    |
| 15 | OB   | Bram Lagae               |
| 17 | PO   | Andrew Hjulsager         |

| Nr | Poz. | Piłkarz                |
| -- | ---- | ---------------------- |
| 18 | PO   | Matisse Samoise        |
| 19 | NA   | Malick Fofana          |
| 20 | NA   | Gift Orban             |
| 21 | OB   | Brian Agbor            |
| 22 | OB   | Noah Fadiga            |
| 23 | OB   | Jordan Torunarigha     |
| 24 | PO   | Sven Kums              |
| 25 | OB   | Núrio Fortuna          |
| 26 | BR   | Louis Fortin           |
| 27 | PO   | Keegan Jelacic         |
| 28 | NA   | Matias Fernandez-Pardo |
| 29 | NA   | Laurent Depoitre       |
| 30 | OB   | Célestin De Schrevel   |
| 33 | BR   | Davy Roef              |